# 柏田盛文
柏田 盛文（かしわだ もりぶみ / もりふみ、1851年4月23日（嘉永4年3月22日） - 1910年（明治43年）6月20日）は明治時代の日本の政治家、教育者。号は天颷。
鹿児島県会（鹿児島県議会の前身）議長、第四高等中学校（金沢大学の前身の一つ）校長、衆議院議員、文部次官、千葉・茨城・新潟の各県知事を歴任した。

## 経歴
薩摩国薩摩郡平佐郷平佐村（現在の薩摩川内市平佐町）出身の武士であり、部屋には東郷平八郎から送られた日本刀が飾ってあった。
鹿児島時代は漢学を修め武芸に秀でていた。薩長土の御親兵を務め上京。小松原英太郎、美澤進、鎌田栄吉、神津国助らと同志で、1874年（明治7年）慶應義塾で同窓の薩摩藩士・奥田直之助と学び、在学中から曙新聞に政策論を発表し、そうした関係で国会期成同盟会員となる。1881年（明治14年）に慶應義塾を卒業して、帰郷し鹿児島へ戻り県会議員になる。後に中江篤介、西園寺公望らと『東洋自由新聞』を創刊し自由民権運動を主張。自由党創立時には幹事として敏腕をふるった。1887年（明治20年）旧制第四高等学校校長となり衆議院議員、千葉県知事を経て文部次官に。その後、茨城県知事、新潟県知事も務めた。

## 栄典
- 1897年（明治30年）5月31日 - 正五位[2]
- 1902年（明治35年）12月10日 - 従四位[3]

## 著作
- 『官余三昧』 1907年11月
- 『天飆遺響』 柏田哲男編、1911年6月

## 関連文献
- 「柏田盛文君之伝」（大久保利夫編述 『衆議院議員候補者列伝 一名帝国名士叢伝』 六法館、1890年3月）
- 「柏田盛文」（『人事興信録』 人事興信所、1903年4月）
- 入来院貞子 「柏田盛文について」（『千台』第32号、川内郷土史研究会、2004年3月）
- 小川原正道 「自由党幹事柏田盛文小伝」（『近代日本研究』第21巻、慶応義塾福沢研究センター、2005年3月、NAID 120000800918）
  - 小川原正道著 『西南戦争と自由民権』 慶應義塾大学出版会、2017年7月